# الشط (ولاية الطارف)
الشط بلدية تابعة إقليميا لدائرة بن مهيدي ولاية الطارف الجزائرية.